# Лоренц (национальный парк)
Лоренц (индон. Taman Nasional Lorentz) — национальный парк в индонезийской провинции Папуа. Является самой большой природоохранной территорией в Юго-Восточной Азии.

## География
Площадь парка составляет 25 056 км². Лоренц является выдающимся примером биологического разнообразия Новой Гвинеи. Это единственный заповедник в азиатском тихоокеанском регионе, включающий в себя полновысотный массив экосистем, которые охватывают: приморские районы, мангры, болота, низменности, горные тропические леса, альпийский пояс и ледники. Имея высоту 4884 м над уровнем моря, расположенная на территории парка гора Пунчак-Джая, является самой высокой горой между Гималаями и Андами.
Парк Лоренц включает множество неисследованных и ненанесенных на карту районов. Также, вероятно, здесь есть и множество видов растений и животных, до сих пор неизвестных западной науке. Этноботанические и этнозоологические знания местных сообществ также довольно плохо документированы.

## История и защита природы
Первая формальная защита территории в 3000 км² ландшафта Лоренца была применена голландским колониальным правительством ещё в 1919 году с установлением Природного памятника Лоренц. В 1978 году индонезийское правительство организовало заповедник с площадью 21 500 км². Национальный парк Лоренц был провозглашен в 1997 году с территорией 25 056 км², включая территории на востоке, прибрежные и морские районы. Национальный парк Лоренц был включен в список объектов всемирного наследия в 1999 году, однако территория площадью 1500 км² была исключена из-за геологоразведочной собственности, расположенной на ней. Парк назван в честь Хендрика Лоренца, голландского исследователя, который проходил через эти места в ходе своей экспедиции 1909—10 годов.
По данным на 2005 год в парке не было собственного штата сотрудников и охранников. Тем не менее, здесь вели деятельность несколько различных природоохранных организаций. В 2006 году министром лесного хозяйства станы была создана управляющая организация парка со штаб-квартирой в Вамене, которая начала деятельность в 2007 году, а к середине 2008 года её штат сотрудников достиг 44 человек. Тем не менее, мониторинг, проведённый ЮНЕСКО в 2008 году, признавал, что потенциал организации сильно ограничен в связи с нехваткой финансирования, оборудования и опыта.

## Фауна
В парке представлены более 630 видов птиц (около 70 % всех видов Папуа) и 123 вида млекопитающих. Птицы включают в себя 2 вида казуаров, 31 вид голубей, 31 вид какаду, 13 видов зимородковых и 29 видов нектарницевых. Птицы, находящиеся под угрозой исчезновения, включают: шлемоносного казуара, каштановогрудого венценосного голубя, орлиного попугая и полосатую утку.
Млекопитающие включают в себя такие виды как: проехидна, австралийская ехидна, валлаби, кускусы, лесной кот, древесный валлаби и др. Эндемичный для горного хребта Судирман вид древесных кенгуру дингисо был открыт для западной науки только в 1995 году.

## Население
Территория национального парка населена человеком на протяжении более чем 25 000 лет. Леса Лоренца являются традиционной территорией проживания 8 племён, в том числе: асмат, амунгме, дани, семпан и ндуга. Численность современного населения парка оценивается в 6300—10000 человек.